# Fasil Ghebbi
Fasil Ghebbi er et murindhegnet, befæstet paladsområde i byen Gonder i Etiopien. Stedet var de etiopiske kejseres hjem i 1600- og 1700-tallet, efter at kejser Fasilides gjorde Gondar til hovedstad i 1632. Paladsets unikt originale arkitektur er præget af påvirkning fra islamisk arkitektur og hinduistisk kultur, og senere impulser fra europæisk barok, bragt til stedet af jesuitmissionærer.

## Eksterne kilder og henvisninger
- Wikimedia Commons har flere filer relateret til Fasil Ghebbi
- Om Fasil Ghebbi Arkiveret 24. december 2018 hos  Wayback Machine på UNESCOs websted
- ethiopiatravel.com Arkiveret 25. juni 2012 hos  Wayback Machine